# WAFU U-20 축구 선수권 대회
WAFU 청소년 축구 선수권 대회(영어: WAFU U-20 Championship)는 서아프리카 축구 연합에서 관할하는 대회로, 서아프리카 지역의 청소년 축구 국가대표팀들이 참가한다. 첫 대회는  나이지리아에서 2008년에 개최되었다.

## 역대 성적
| 2008년 상세정보 | 나이지리아 | 가나 | 1 - 1 (연장전) 3 - 2 (승부차기) | 세네갈 | 코트디부아르 | 2 - 0 | 부르키나파소 |